# جیسی
جیسی (به ایتالیایی: Gissi) یک کومونه در ایتالیا است که در استان کییتی واقع شده‌است.

## خصوصیات
جیسی ۳۶ کیلومترمربع مساحت و ۳٬۰۰۶ نفر جمعیت دارد و ۴۹۹ متر بالاتر از سطح دریا واقع شده‌است.